# موريس برودوس
موريس برودوس كاتب وروائي، ونشر العديد من الروايات المتنوعة، منها المخصصة لفئة الشباب، وفي أدب الرعب، والفنتازيا، والخيال العلمي.

## نشأته
ولد موريس في لندن ، المملكة المتحدة ، لكنه نشأ في إنديانابوليس ، الولايات المتحدة. ووالدته من جامايكا ، حيث لا يزال يعيش العديد من أقاربه هناك. 